# Дирк фон Петерсдорф
Дирк фон Петерсдорф (на немски: Dirk von Petersdorff) е немски поет, романист, есеист и литературен теоретик.

## Биография
Дирк фон Петерсадио е роден в Кил през 1966 г. Следва германистика и история в университета на Кил. Там полага през 1991 г. първия държавен изпит. През 1995 г. защитава докторска теза по литературознание и през 2003 г. се хабилитира в Университета на Саарланд.
Днес живее в Йена, където е професор по „Нова немска литература“ в Йенския университет.
От 2004 г. Дирк фон Петерсдорф е член на Майнската академия на науките и литературата. През 2006 г. е член на журито за удостоявена с „Награда Клайст“. Наред с това е член Международния център за класически изследвания.
Като писател Дирк фон Петерсдорф се изявява предимно като поет и есеист.

## Награди и отличия
- 1991: Förderpreis des Leonce-und-Lena-Preises
- 1993: „Награда Фридрих Хебел“
- 1998: „Награда Клайст“
- 1999: Kieler Liliencron-Dozentur für Lyrik
- 2000: „Награда на ЛитераТур Норд“
- 2009: Mainzer Poetikdozentur
- 2011/12: Fellow am Wissenschaftskolleg Berlin
- 2013: Writer-in-Residence an der University Washington St. Louis
- 2013: Tübinger Poetik-Dozentur, gemeinsam mit Hans Magnus Enzensberger